# Заказник
Зака́зник — охраняемая природная территория, на которой под охраной может находиться как весь природный комплекс (если заказник комплексный), так и некоторые его части: только растения, только животные (либо их отдельные виды), либо отдельные историко-мемориальные или геологические объекты.
В России, согласно Федеральному закону «Об особо охраняемых природных территориях»:

1. Государственными природными заказниками являются территории (акватории), имеющие особое значение для сохранения или восстановления природных комплексов или их компонентов и поддержания экологического баланса.
2. Объявление территории государственным природным заказником допускается как с изъятием, так и без изъятия у пользователей, владельцев и собственников земельных участков.
3. Государственные природные заказники могут быть федерального или регионального значения.

…
1. Государственные природные заказники федерального значения находятся в ведении уполномоченного Правительством Российской Федерации федерального органа исполнительной власти.

Управление государственными природными заказниками федерального значения осуществляется федеральными государственными бюджетными учреждениями, в том числе осуществляющими управление государственными природными заповедниками и национальными парками.
Для обеспечения неприкосновенности охраняемых объектов в заказниках запрещены отдельные виды хозяйственной деятельности, такие как охота, в то время как другие виды деятельности, не влияющие на охраняемые объекты, могут быть разрешены (в случае если заказник не комплексный). Такими видами деятельности может быть сенокос, выпас скота и так далее.
По состоянию на 2015 год, на территории России действовало 70 государственных природных заказников федерального значения, суммарная площадь территории которых составляла 13,05 млн га, в том числе 2,9 млн га акваторий. В 2014—2015 годах 5 заказников федерального значения (Сумароковский, Баировский, Лебединый, Степной и Томский) преобразованы в заказники регионального значения. Количество федеральных заказников сократилось до 65.
Количество государственных природных заказников регионального значения существенно выше и, по данным Министерства природных ресурсов и экологии Российской Федерации, составляло на конец 2013 года 2238 шт. Занимаемая ими площадь (без учёта морских акваторий) превышает 45,0 млн га или 38 % от площади всех ООПТ регионального значения.
Термин «заказник» стал распространяться по всему миру, и большинство мировых языков используют его (например, английский, французский и польский Zakaznik, испанский и чешский Zakáznik, немецкий Sakasnik).